# Karl Wiser

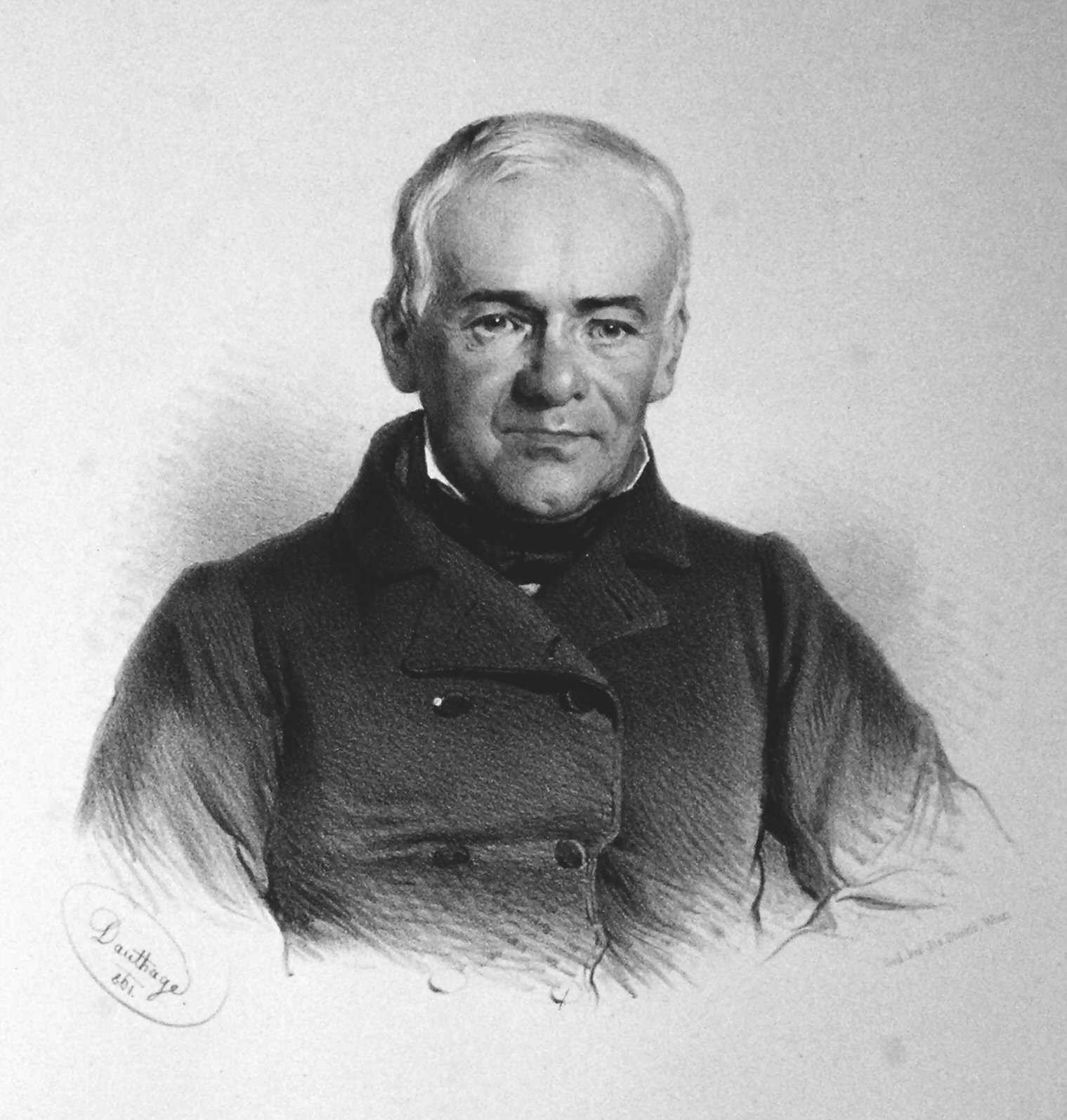
Karl Wiser, Lithographie von Adolf Dauthage

Karl Wiser, auch Carl Wiser (* 6. März 1800 in Wien; † 18. Juni 1889 in Linz) war ein österreichischer Advokat, Reichrats- und Landtagsabgeordneter und Bürgermeister von Linz.

## Ausbildung und Beruf
Der Sohn des Wiener Hofjuweliers Anton Wiser und dessen Gattin Helee, geborene Reisch, einer Bürgerstochter, besuchte das Gymnasium in Wien und absolvierte ein Studium der Philosophie und Rechtswissenschaften an der Universität Wien. Nach der Promotion wurde er Rechtsanwalt und heiratete in erster Ehe Therese Schultz, diese, Mutter zweier Kinder, starb jedoch bereits 1830. Im Jahr 1824 kam er zur Hofkammerprokuratur. 1833 heiratete er Maria Hackl und übersiedelte 1835 mit seiner Gattin nach Linz. Hier eröffnet er eine Kanzlei als Hof- und Gerichtsadvokat.

## Politische Tätigkeit
Ab 1848 war er politisch tätig. In Folge der Revolution von 1848/1849 im Kaisertum Österreich wurden im März 1848 die Oberösterreichische Provinzialstände wieder einberufen und Wiser nahm am Landtag teil. Von diesem wurde er in den Ständischen Zentralausschuss gewählt, der Pillersdorfsche Verfassung vorbereitete.
In den Jahren 1848 bis 1851 und 1861 bis 1885 war er Mitglied des Linzer Gemeinderates und zwölf Jahre lang, von 1873 bis 1885, Bürgermeister von Linz. In den Jahren 1848 bis 1849 und 1861 bis 1863 war er Abgeordneter der Stadt Linz im Reichsrat, von 1861 bis 1880 im Landtag des Kronlandes Österreich ob der Enns, und Landeshauptmannstellvertreter von 1861 bis 1867, 15. Mai 1868 bis 24. Juni 1868 auch ausübender Landeshauptmann.
Als er am 6. April 1873 zum Linzer Bürgermeister gewählt wurde, nutzte die Stadt Linz bereits seit 1867 das von ihm ausgearbeitete Gemeindestatut. Seine Amtszeit als Bürgermeister dauerte zwölf Jahre, und er konnte einige seiner Vorstellungen verwirklichen: den Ausbau des Bahnnetzes mit Linz als Knotenpunkt, neue Schulen wurden gebaut, eine neue Marktordnung festgelegt sowie die Linzer Kanalisierung durchgeführt. Aufgrund eines schweren Augenleidens trat er mit 85 Jahren von seinem Amt zurück.

## Mitgliedschaften und Funktionen
Karl Wiser war Führer der liberalen Partei in Oberösterreich, Präsident der Oberösterreichischen Advokatenkammer, Mitglied des Staatsgerichtshofes, Vizepräsident des Oberösterreichischen Kunstvereins und des Oberösterreichischen Musealvereins, Obmann des Verschönerungsvereins. Er hatte auch noch viele andere Funktionen inne.

## Ehrung
- 1880 zum Ehrenbürger von Linz ernannt
- 1892 wurde in Linz die Karl-Wiser-Straße nach ihm benannt, welche die Volksgartenstraße mit der Sandgasse verbindet (früher hieß sie „Zum Kroatendörfl“).[1]
- Ehrengrab am Stadtfriedhof Linz/St. Martin